# Dwór w Glitajnach
Dwór w Glitajnach (niem. Gutshaus von Glittehnen) – dwór znajdujący się we wsi Glitajny w gminie Bartoszyce w województwie warmińsko-mazurskim. Wybudowany w I poł. XIX wieku w stylu klasycystycznym, przebudowywany.

## Położenie
Dwór położony jest we wsi Glitajny około 8 km na południowy wschód od Bartoszyc i 37 km na północny zachód od Kętrzyna. Znajduje się przy lokalnej drodze, około 1 km od wsi Wardomy leżącej przy drodze wojewódzkiej nr 592 na odcinku Bartoszyce – Kętrzyn. Nieopodal znajduje się jezioro Kinkajmskie.

## Historia
Historia wsi Glitajny (niem. Glittehnen, często pisane z dodatkiem Bartenstein, dla odróżnienia od wsi Glitajny w powiecie kętrzyńskim, Glittehnen-Rastenburg) sięga średniowiecza, lecz nie zachowało się wiele wiarygodnych źródeł mówiących o przeszłości tej osady. Wiadomo jednak, iż założona została w 1359, a pierwszym właścicielem dóbr został nieznany z imienia von Knotz. W 1478 krzyżacki komtur z Bałgi Siegfried Flach von Schwarzburg zapisał ziemię na rzecz Ruprechta Hammera, którego córka następnie sprzedała je szlachcicowi Andreasowi von Knobloch.
Podczas licznych konfliktów Polski z zakonem krzyżackim majątek był wielokrotnie niszczony i grabiony, a podczas wojny trzynastoletniej całkowicie zniszczony i oznaczony jako spustoszona wieś.
Kolejnym właścicielem Glitajn, w latach 1524–1538 byli Peter Sixt i Themes Melgdein. W połowie XVI wieku majątek, za pośrednictwem Johanna Erharda von Knobloch powrócił do poprzednich właścicieli. Syn Johanna Erharda- Karl Gottfried von Knobloch (ur. 1697 (Glitajny (powiat kętrzyński))-1764) był dowódcą regimentu piechoty wojsk pruskich i komendantem twierdzy świdnickiej.
Następnie, źródła podają, iż do roku 1816 dobra były własnością rodu von Eulenburg, a w latach 1816–1834 należały do rodu von Negerlein. Ówcześnie majątek składał się z dóbr Glittehnen: 5 domów i 40 osób, folwarku Węgoryty (Wangritten): 15 domów i 150 osób oraz niewielkiego folwarku Witoszyn (Wilhelminenhof): 1 dom i 5 osób. Po Negerleinach, majątek w latach 1834–1855 przejęła rodzina Goebel. Nie jest jednakże pewne, która z rezydujących w dobrach rodzin wzniosła w I połowie XIX wieku klasycystyczny dwór.

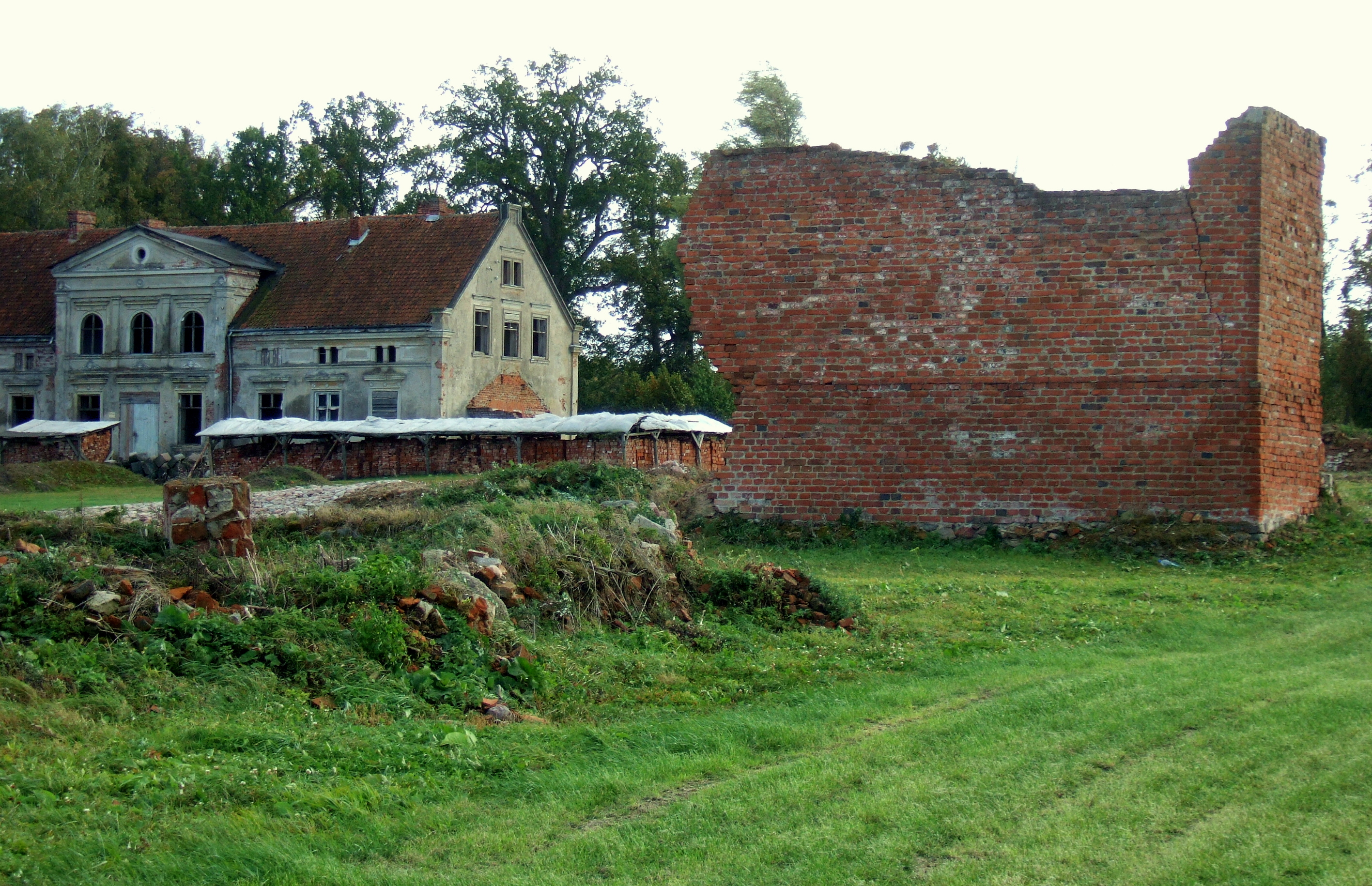
Dwór oraz pozostałości zabudowań

Pod koniec wieku majątek stanowił własność nieznanego z imienia członka rodziny Roher. Według dostępnych danych dobra, w tym czasie Glitajny wraz z dwoma wspomnianymi folwarkami zajmowały ziemię o powierzchni 583 ha, w tym 382 ha ziemi ornej, 56 ha łąk i 81 ha lasów. Po śmierci Rohera majątek przeszedł na własność jego mieszkającej w Królewcu córki Hanny Haebler, która zarząd majątkiem rodzinnym powierzyła zarządcy.
W 1905 roku Glitajny kupił Bruno Vonberg, który w przeciągu dwóch lat (1905- 1907) zmniejszył powierzchnię dóbr z 583 ha do 382 ha i wyspecjalizował się w hodowli bydła rasy holenderskiej oraz koni pociągowych.
W 1919 roku na drodze dziedziczenia oraz po rodzinnym sporze spadkowym majątek zapisany został na córkę Bruna Vonberga- Gertrudę, która wyszła za mąż za Georga Borrmanna, który to pozostaje właścicielem dóbr do 1945 roku. W 1940, już podczas trwającej wojny, dwór zostaje zmodernizowany, lecz w nocy z 28 na 29 stycznia 1945 roku cała rodzina ucieka przed nadciągającą ofensywą wojsk radzieckich na Prusy Wschodnie. Po krótkim czasie umiera żona Bormanna, a wkrótce sam Georg i jego niemający potomstwa dzieci.
Po II wojnie światowej w upaństwowionym budynku dworu mieściła się szkoła podstawowa, natomiast od lat 70. opuszczony i pozbawiony elementarnej opieki zabytkowy budynek systematycznie popadał w ruinę. Od października 2000 roku obiekt nabyła prywatna osoba, która planuje odbudowę historycznego założenia dworskiego i rewitalizację otaczającego go parku. Obecnie obiekt znajduje się wciąż w bardzo złym stanie, a uporządkowano jedynie część parku ze stawem.

## Architektura
Zespół dworsko- parkowy Glitajny obejmuje budynek samego dworu, budynek mieszkalny położony we wschodniej części założenia, ruiny dawnych zabudowań gospodarczych oraz założenie parkowe wraz ze stawem. Zespół, w porównaniu do innych tego typu budowli w regionie, założony został nietypowo, gdyż główny wjazd do budynku dworu prowadzi przez podwórze gospodarcze.

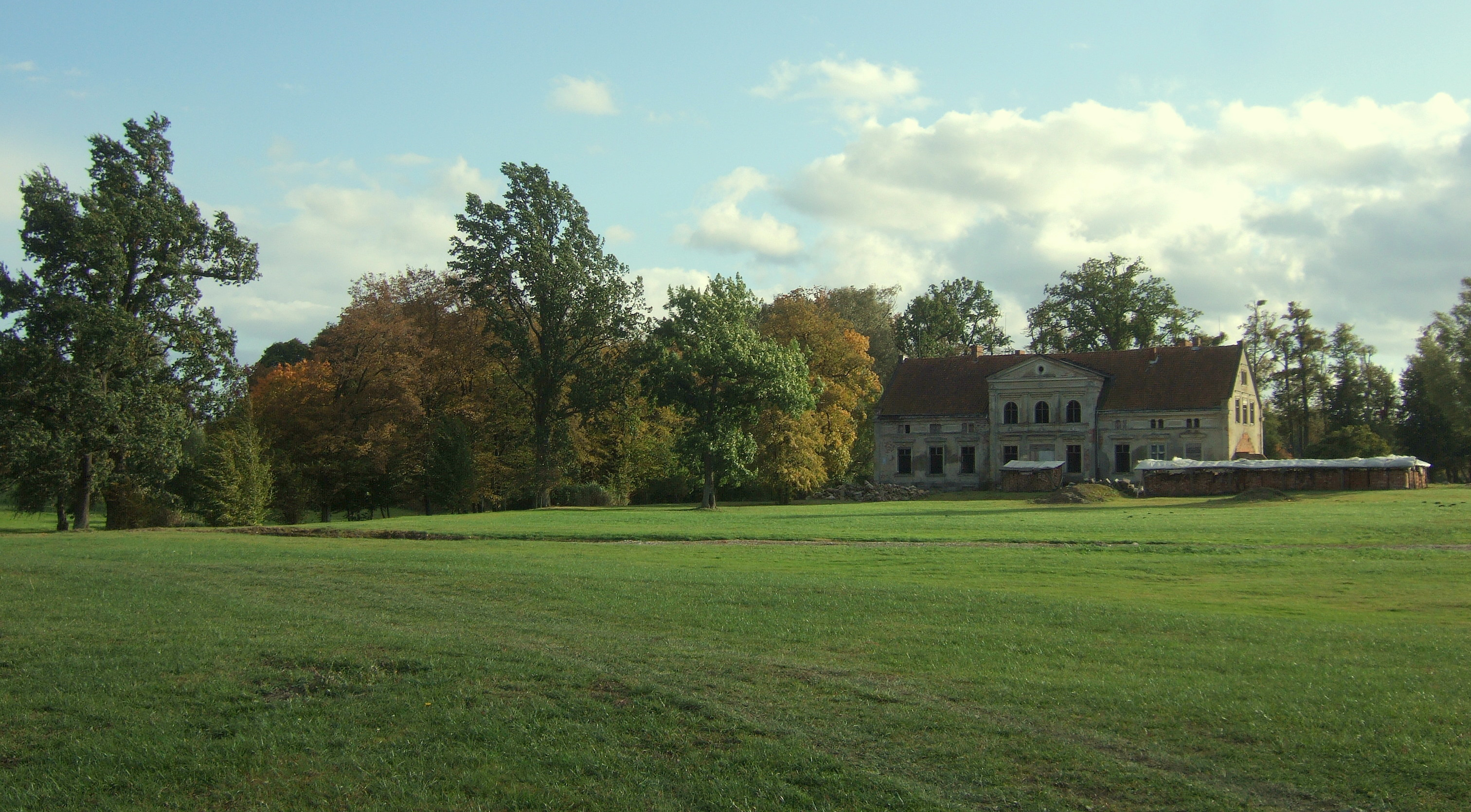
Widok ogólny na założenie dworskie

Klasycystyczny dwór, założony został na fundamentach starszej budowli w XIX wieku na rzucie klasycznego prostokąta. Jest to budynek jednokondygnacyjny z wysokim mieszkalnym poddaszem nakrytym dwuspadowym dachem z czerwonej dachówki. Na elewacji frontowej znajduje się dwukondygnacyjny ryzalit mieszczący główne wejście do wnętrz. Od strony wschodniej do elewacji budynku przylega wieloboczna przybudówka, a od strony elewacji parkowej niegdyś znajdowała się (niezachowana) ażurowa weranda.
Wnętrza dworu, w układzie dwutraktowym, nie posiadają już niemal żadnych cech zabytkowych, poza wciąż znajdującymi się tam gipsowymi situkowymi zdobieniami.
Całość założenia dworskiego otacza założenie parkowe składające się z części regularnej i krajobrazowej oraz stawu. Park posiada liczny wiekowy starodrzew, z przewagą rodzimych gatunków jak lipa, dąb, klon czy grab, lecz samo założenie, aktualnie niemal w większości, utraciło swoją pierwotną kompozycję. Pomimo tego jego pierwotny układ wciąż jest dość czytelny. W ramach prowadzonej rewaloryzacji założenia przed wjazdem (od frontu) do pałacu posadzono dwa dęby. Poza parkiem zachowała się także stara, prowadząca od głównej drogi do dworu, lipowa aleja.

## Zabytek
W 1983 dwór w Glitajnach został wpisany do rejestru zabytków nieruchomych (nr rej.: 2781 z 23.12.1983).